# North Beltrami, Minnesota
Xã North Beltrami (tiếng Anh: North Beltrami Township) là một xã thuộc quận Beltrami, tiểu bang Minnesota, Hoa Kỳ. Năm 2010, dân số của xã này là 34 người.